# سوزانا (تارينتو)
سوزانا (باليابانية: スザンヌ) هي تارينتو يابانية، ولدت في 28 أكتوبر 1986 في Kita-ku, Kumamoto ‏ في اليابان.

## وصلات خارجية
- الموقع الرسمي
- سوزانا على موقع ميوزك برينز (الإنجليزية)